# Acub
Acub, que es una forma abreviada de Jacob, es un nombre hebreo que significa «Dios proteja» y nombra en la Biblia a dos familias:
- Acub es el nombre de una familia de esclavos del templo tras el exilio.
- Acub es el nombre de una familia de levitas que ejercían de porteros ya aparecen tanto en el libro de Esdrás como en el de Nehemías.